# یون ولادویو
یون ولادویو (رومانیایی: Ion Vlădoiu؛ زادهٔ ۵ نوامبر ۱۹۶۸) بازیکن سابق و مربی فوتبال اهل رومانی است.
از باشگاه‌هایی که در آن بازی کرده‌است می‌توان به باشگاه فوتبال راپید بخارست، باشگاه فوتبال کیکرز اوفنباخ، باشگاه فوتبال دینامو بخارست، باشگاه فوتبال استوا بخارست، و باشگاه فوتبال کلن اشاره کرد.
وی همچنین در تیم ملی فوتبال رومانی بازی کرده‌است.